# Francisco Pinto Duarte

Brasão de Francisco Pinto Duarte, Barão do Tinguá.

Francisco Pinto Duarte, segundo barão de Tinguá, (Iguaçu, 8 de janeiro de 1821 — ?) foi um nobre e político brasileiro.
Filho de Joaquim Pinto Duarte e Matilde Rosa da Paixão. Foi agente consular de Portugal em Iguaçu por vários anos, além de vereador e presidente da Câmara Municipal por três mandatos. 
Ajudou na compra de um navio da Questão Christie. Durante a Guerra do Paraguai auxiliou no recrutamento de pessoas e arrecadamento de fundos para os Voluntários da Pátria. Depois da guerra fez donativos para o Asilo dos Inválidos da Pátria.
Agraciado barão em 27 de janeiro de 1883, era cavaleiro da Imperial Ordem de Cristo.